# マンガチョップ'84
まんがチョップ'84(まんがちょっぷ）は、1984年にフジテレビで放映されたシチュエーションコント番組である。

## 概要
ラッツ&スターのメンバーが『大森笑劇研究会』と称して出演し、就寝前の雑魚寝部屋でシチュエーションコントをする。
1984年4月2日から9月29日までの半年間、5分単位のオンエアのバラエティとして、フジテレビ系の平日22:00 - 23:00及び土曜の19時台の枠内で放送された。
基本的に関東ローカル枠での放送であったが、系列局の秋田テレビ、および中部地方など一部の地方では番組が放送されていた。

## 放送時間
| 曜日   | 放送時間（JST） |
| ------ | --------------- |
| 月曜日 | 22:54 - 23:00   |
| 水曜日 | 22:54 - 23:00   |
| 金曜日 | 22:54 - 23:00   |
| 土曜日 | 19:54 - 20:00   |

## 製作スタッフ
プロデューサー
横澤彪
ディレクター他
当時横澤班に在籍していたスタッフ